# Women’s Cricket World Cup 1982
Der Women’s Cricket World Cup 1982 war der dritte Cricket World Cup der Frauen, der im One-Day-Format über 60 Over ausgetragen wurde. Er wurde vom 10. Januar bis 7. Februar 1982 in Neuseeland ausgetragen. Durchsetzen konnte sich die Mannschaft aus Australien, die in einem Round-Robin Turnier vor den Engländerinnen platzieren konnte.

## Teilnehmer
Es nahmen vier Nationalmannschaften teil:
| - Australien - England - International XI | - Indien - Neuseeland |

## Kaderlisten
Die Mannschaften benannten die folgenden Teams.
| WODI | WODI | WODI | WODI | WODI |
| Australien | England | Indien | International XI | Neuseeland |
| --- | --- | --- | --- | --- |
| - Sharon Tredrea (K) - Lee Albon - Denise Alderman - Marie Cornish - Lyn Fullston - Sharyn Hill - Jen Jacobs - Jill Kennare - Denise Martin - Karen Read - Terri Russell - Raelee Thompson - Peta Verco - Christine White | - Susan Goatman (K) - Enid Bakewell - Jan Brittin - Jacqueline Court - Rachel Heyhoe-Flint - Carole Hodges - Shirley Hodges - Glynis Hullah - Megan Lear - Jan Southgate - Avril Starling - Helen Stother - Janet Tedstone - Chris Watmough | - Shantha Rangaswamy (K) - Mangal Babar - Gargi Banerji - Vrinda Bhagat - Lopamudra Bhattacharji - Sharmila Chakraborty - Rajeshwari Dholakia - Diana Edulji - Nilima Jogalekar - Fowzieh Khalili - Shubhangi Kulkarni - Anjali Pendharker - Manjoo Sharma - Sujata Sridhar | - Lynne Thomas (K) - Sandra Braganza - Jan Hall - Lynley Hamilton - Mary Harris - Karen Jobling - Rhonda Kendall - Gill McConway - Renuka Majumder - Chris Miller - Jenny Owens - Sue Rattray - Ingrid van der Elst - Babette van Teunenbroek | - Trish McKelvey (K) - Eileen Badham - Barbara Bevege - Sue Brown - Vicki Burtt - Linda Fraser - Debbie Hockley - Jackie Lord - Carol Marett - Lesley Murdoch - Maureen Peters - Karen Plummer - Edna Ryan - Nicki Turner |

## Format
Die fünf Teams spielten jeweils drei Mal gegen jedes andere in einem Round-Robin-Format. Die beiden Gruppenersten spielten anschließend das Finale.

## Ergebnisse

### Vorrunde
Tabelle
| Vorrunde         | Sp. | S  | N  | U | NR | P  | RR    |
| ---------------- | --- | -- | -- | - | -- | -- | ----- |
| Australien       | 12  | 11 | 0  | 1 | 0  | 46 | 3.124 |
| England          | 12  | 7  | 3  | 2 | 0  | 32 | 2.988 |
| Neuseeland       | 12  | 6  | 5  | 1 | 0  | 26 | 2.534 |
| Indien           | 12  | 4  | 8  | 0 | 0  | 16 | 2.296 |
| International XI | 12  | 0  | 12 | 0 | 0  | 0  | 2.034 |

Spiele
| 10. Januar Scorecard | Auckland | Australien 227-6 (55/55)        | – | Indien 74 (42/55) |
|                      |          | Australien gewinnt mit 153 Runs |   |                   |

Australien gewann den Münzwurf und entschied sich als Schlagmannschaft zu beginnen.
| 10. Januar Scorecard | Auckland | England 147-9 (60) | – | Neuseeland 147-8 (60) |
|                      |          | Unentschieden      |   |                       |

England gewann den Münzwurf und entschied sich als Feldmannschaft zu beginnen.
| 12. Januar Scorecard | Auckland | Indien 112 (52.2)             | – | England 114-6 (36) |
|                      |          | England gewinnt mit 4 Wickets |   |                    |

Indien gewann den Münzwurf und entschied sich als Schlagmannschaft zu beginnen.
| 12. Januar Scorecard | Auckland | Neuseeland 244-6 (60)           | – | International XI 60 (34.4) |
|                      |          | Neuseeland gewinnt mit 184 Runs |   |                            |

International XI gewann den Münzwurf und entschied sich als Feldmannschaft zu beginnen.
| 14. Januar Scorecard | Hamilton | England 243-3 (60)           | – | International XI 111-8 (60) |
|                      |          | England gewinnt mit 132 Runs |   |                             |

International XI gewann den Münzwurf und entschied sich als Feldmannschaft zu beginnen.
| 14. Januar Scorecard | Auckland | Neuseeland 80 (58.5)           | – | Indien 37 (35) |
|                      |          | Neuseeland gewinnt mit 43 Runs |   |                |

Neuseeland gewann den Münzwurf und entschied sich als Schlagmannschaft zu beginnen.
| 16. Januar Scorecard | New Plymouth | Neuseeland 109-7 (60)            | – | Australien 110-2 (41) |
|                      |              | Australien gewinnt mit 8 Wickets |   |                       |

Neuseeland gewann den Münzwurf und entschied sich als Schlagmannschaft zu beginnen.
| 17. Januar Scorecard | New Plymouth | Australien 195-8 (60)          | – | England 151-9 (60) |
|                      |              | Australien gewinnt mit 44 Runs |   |                    |

Australien gewann den Münzwurf und entschied sich als Schlagmannschaft zu beginnen.
| 17. Januar Scorecard | Napier | Indien 192-7 (60)          | – | International XI 113 (56.2) |
|                      |        | Indien gewinnt mit 79 Runs |   |                             |

Indien gewann den Münzwurf und entschied sich als Schlagmannschaft zu beginnen.
| 18. Januar Scorecard | New Plymouth | Neuseeland 170-8 (60)         | – | England 171-3 (56.5) |
|                      |              | England gewinnt mit 7 Wickets |   |                      |

Neuseeland gewann den Münzwurf und entschied sich als Schlagmannschaft zu beginnen.
| 20. Januar Scorecard | Palmerston North | Australien 164 (59)            | – | International XI 100 (58.4) |
|                      |                  | Australien gewinnt mit 64 Runs |   |                             |

Australien gewann den Münzwurf und entschied sich als Schlagmannschaft zu beginnen.
| 20. Januar Scorecard | Wanganui | Indien 178 (60)            | – | England 131 (55.5) |
|                      |          | Indien gewinnt mit 47 Runs |   |                    |

Indien gewann den Münzwurf und entschied sich als Schlagmannschaft zu beginnen.
| 21. Januar Scorecard | Palmerston North | Neuseeland 177-8 (60)          | – | International XI 80 (55.4) |
|                      |                  | Neuseeland gewinnt mit 97 Runs |   |                            |

Neuseeland gewann den Münzwurf und entschied sich als Schlagmannschaft zu beginnen.
| 23. Januar Scorecard | Wellington | England 119 (59.5)               | – | Australien 120-4 (53.5) |
|                      |            | Australien gewinnt mit 6 Wickets |   |                         |

Australien gewann den Münzwurf und entschied sich als Feldmannschaft zu beginnen.
| 24. Januar Scorecard | Wellington | International XI 145 (60)     | – | England 149-1 (35.4) |
|                      |            | England gewinnt mit 9 Wickets |   |                      |

England gewann den Münzwurf und entschied sich als Feldmannschaft zu beginnen.
| 24. Januar Scorecard | Palmerston North | Indien 78 (50.5)                 | – | Neuseeland 80-2 (28.1) |
|                      |                  | Neuseeland gewinnt mit 8 Wickets |   |                        |

Neuseeland gewann den Münzwurf und entschied sich als Feldmannschaft zu beginnen.
| 25. Januar Scorecard | Wellington | Australien 266-5 (60)           | – | International XI 120-7 (60) |
|                      |            | Australien gewinnt mit 146 Runs |   |                             |

International XI gewann den Münzwurf und entschied sich als Feldmannschaft zu beginnen.
| 26. Januar Scorecard | Wellington | Indien 107-8 (40/40)             | – | Australien 108-6 (32.5/40) |
|                      |            | Australien gewinnt mit 4 Wickets |   |                            |

Australien gewann den Münzwurf und entschied sich als Feldmannschaft zu beginnen.
| 27. Januar Scorecard | Wellington | Neuseeland 169 (58.4)         | – | England 170-5 (59.1) |
|                      |            | England gewinnt mit 5 Wickets |   |                      |

Neuseeland gewann den Münzwurf und entschied sich als Schlagmannschaft zu beginnen.
| 28. Januar Scorecard | Lower Hutt | Indien 154-8 (60)          | – | International XI 76 (32.3) |
|                      |            | Indien gewinnt mit 78 Runs |   |                            |

Indien gewann den Münzwurf und entschied sich als Schlagmannschaft zu beginnen.
| 28. Januar Scorecard | Wellington | Australien 170-8 (60)          | – | Neuseeland 101 (57.1) |
|                      |            | Australien gewinnt mit 69 Runs |   |                       |

Australien gewann den Münzwurf und entschied sich als Schlagmannschaft zu beginnen.
| 30. Januar Scorecard | Dunedin | Australien 200-8 (60)          | – | International XI 124-5 (60) |
|                      |         | Australien gewinnt mit 76 Runs |   |                             |

Australien gewann den Münzwurf und entschied sich als Schlagmannschaft zu beginnen.
| 31. Januar Scorecard | Nelson | Indien 61 (37)                 | – | England 63 (21.3) |
|                      |        | England gewinnt mit 10 Wickets |   |                   |

Indien gewann den Münzwurf und entschied sich als Schlagmannschaft zu beginnen.
| 31. Januar Scorecard | Dunedin | Neuseeland 199-7 (60)          | – | International XI 115-7 (60) |
|                      |         | Neuseeland gewinnt mit 84 Runs |   |                             |

Neuseeland gewann den Münzwurf und entschied sich als Schlagmannschaft zu beginnen.
| 2. Februar Scorecard | Christchurch | England 167-8 (60) | – | Australien 167 (60) |
|                      |              | Unentschieden      |   |                     |

Australien gewann den Münzwurf und entschied sich als Feldmannschaft zu beginnen.
| 2. Februar Scorecard | Christchurch | Indien 49 (37.5)                 | – | Neuseeland 50-2 (23.1) |
|                      |              | Neuseeland gewinnt mit 8 Wickets |   |                        |

Neuseeland gewann den Münzwurf und entschied sich als Feldmannschaft zu beginnen.
| 4. Februar Scorecard | Christchurch | Australien 193-5 (60)          | – | Indien 154-7 (60) |
|                      |              | Australien gewinnt mit 39 Runs |   |                   |

Australien gewann den Münzwurf und entschied sich als Schlagmannschaft zu beginnen.
| 4. Februar Scorecard | Christchurch | England 242-4 (60)           | – | International XI 129-7 (60) |
|                      |              | England gewinnt mit 113 Runs |   |                             |

International XI gewann den Münzwurf und entschied sich als Feldmannschaft zu beginnen.
| 6. Februar Scorecard | Christchurch | Indien 170-9 (60)          | – | International XI 156 (55.3) |
|                      |              | Indien gewinnt mit 14 Runs |   |                             |

Australien gewann den Münzwurf und entschied sich als Schlagmannschaft zu beginnen.
| 6. Februar Scorecard | Rangiora | Australien 147-7 (60)          | – | Neuseeland 106 (58) |
|                      |          | Australien gewinnt mit 41 Runs |   |                     |

International XI gewann den Münzwurf und entschied sich als Feldmannschaft zu beginnen.

### Finale
| 7. Februar Scorecard | Christchurch | England 151-5 (60)               | – | Australien 152-7 (59) |
|                      |              | Australien gewinnt mit 3 Wickets |   |                       |

England gewann den Münzwurf und entschied sich als Schlagmannschaft zu beginnen.

## Statistiken
Die folgenden Cricketstatistiken wurden bei dieser Tour erzielt.
| Tests                | Tests            | Tests   | Tests   | Tests   | Tests   | Tests   | Tests   | Tests   |
| Batting              | Batting          | Batting | Batting | Batting | Batting | Batting | Batting | Batting |
| Spieler              | Mannschaft       | Spiele  | Innings | Runs    | Average | HS      | 100s    | 50s     |
| -------------------- | ---------------- | ------- | ------- | ------- | ------- | ------- | ------- | ------- |
| Janette Brittin      | England          | 12      | 12      | 391     | 39,10   | 138*    | 1       | 1       |
| Lynne Thomas         | International XI | 12      | 12      | 383     | 38,30   | 70*     | 0       | 2       |
| Susan Goetman        | England          | 13      | 13      | 374     | 34,00   | 83      | 0       | 3       |
| Jill Kennare         | Australien       | 9       | 9       | 351     | 43,87   | 98      | 0       | 2       |
| Barb Bevege          | Neuseeland       | 10      | 10      | 320     | 32,00   | 101     | 1       | 1       |
| Bowling              |                  |         |         |         |         |         |         |         |
| Spieler              | Mannschaft       | Spiele  | Overs   | Wickets | Average | BBI     | 5W      | 10W     |
| Lyn Fullstone        | Australien       | 12      | 123.0   | 23      | 12,00   | 5/27    | 1       | 0       |
| Jackie Lord          | Neuseeland       | 12      | 113.3   | 22      | 12,40   | 6/10    | 1       | 0       |
| Shubhangi Kulkarni   | Indien           | 12      | 80.5    | 20      | 11,70   | 3/19    | 0       | 0       |
| Sharmila Chakraborty | Indien           | 12      | 98.2    | 17      | 13,82   | 4/11    | 0       | 0       |
| Avril Starling       | England          | 13      | 143.0   | 16      | 16,68   | 3/7     | 0       | 0       |
| Janet Tedstone       | England          | 13      | 154.4   | 16      | 21,68   | 4/17    | 0       | 0       |